# Marcin Matkowski
Marcin Matkowski es un jugador profesional de tenis nacido el 15 de enero de 1981 en Barlinek, Polonia. Se especializa en dobles y junto a su compañero Mariusz Fyrstenberg forman una de las duplas más duraderas del circuito ganando todos sus títulos junto a su compatriota.
La dupla se destaca más por su juego en canchas lentas aunque su evolución a través de los años se notó sobre las superficies rápidas y su mejor resultado lo han conseguido al ganar el Masters de Madrid en 2008 y 2012; y ser finalista del mismo en 2007, del Abierto de Estados Unidos y del ATP World Tour Finals en 2011.

## Títulos de Grand Slam

### Dobles Masculino

#### Finalista (1)
| Año  | Torneo             | Pareja              | Oponentes en la final            | Resultado |
| 2011 | Abierto de EE. UU. | Mariusz Fyrstenberg | Jürgen Melzer Philipp Petzschner | 2-6, 2-6  |

### Dobles Mixto

#### Finalista (2)
| Año  | Torneo             | Pareja         | Oponentes en la final            | Resultado            |
| 2012 | Abierto de EE. UU. | Květa Peschke  | Yekaterina Makarova Bruno Soares | 7-6(8), 1-6, [10-12] |
| 2015 | Roland Garros      | Lucie Hradecká | Bethanie Mattek-Sands Mike Bryan | 6-7(3), 1-6          |

## Títulos ATP (18; 0+18)

### Dobles (18)
| Leyenda                         |
| Grand Slam (0)                  |
| ATP Wourld Tour Finals (0)      |
| ATP Masters 1000 World Tour (2) |
| ATP World Tour 500 series (4)   |
| ATP World Tour 250 series (12)  |

| Nº  | Fecha                    | Torneo          | Superficie    | Pareja               | Oponentes en la final             | Resultado           |
| 1.  | 15 de septiembre de 2003 | Sopot           | Tierra batida | Mariusz Fyrstenberg  | Jaroslav Levinský David Škoch     | 6-1, 7-5            |
| 2.  | 13 de febrero de 2004    | Costa Do Sauipe | Tierra batida | Mariusz Fyrstenberg  | Tomas Behrend Leoš Friedl         | 6-2, 6-2            |
| 3.  | 11 de agosto de 2005     | Sopot           | Tierra batida | Mariusz Fyrstenberg  | Lucas Arnold Ker Sebastián Prieto | 7-6, 6-4            |
| 4.  | 11 de septiembre de 2006 | Bucarest        | Tierra batida | Mariusz Fyrstenberg  | Martín García Luis Horna          | 6-7, 7-6, [10-8]    |
| 5.  | 11 de agosto de 2007     | Sopot           | Tierra batida | Mariusz Fyrstenberg  | Martín García Sebastián Prieto    | 6-1, 6-1            |
| 6.  | 14 de octubre de 2007    | Viena           | Dura          | Mariusz Fyrstenberg  | Christopher Kas Tomas Behrend     | 6-4, 6-2            |
| 7.  | 14 de junio de 2008      | Varsovia        | Dura          | Mariusz Fyrstenberg  | Nikolai Davydenko Yuri Schukin    | 6-0, 3-6, [10-4]    |
| 8.  | 19 de octubre de 2008    | Madrid TMS      | Dura          | Mariusz Fyrstenberg  | Mahesh Bhupathi Mark Knowles      | 6-4, 6-2            |
| 9.  | 15 de junio de 2009      | Eastbourne      | Césped        | Mariusz Fyrstenberg  | Travis Parrott Filip Polášek      | 6-4, 6-4            |
| 10. | 4 de octubre de 2009     | Kuala Lumpur    | Dura          | Mariusz Fyrstenberg  | Ígor Kunitsyn Jaroslav Levinsky   | 6-2, 6-1            |
| 11. | 19 de junio de 2010      | Eastbourne      | Césped        | Mariusz Fyrstenberg  | Colin Fleming Ken Skupski         | 6-3, 5-7, [10-8]    |
| 12. | 29 de abril de 2012      | Barcelona       | Tierra batida | Mariusz Fyrstenberg  | Marcel Granollers Marc López      | 2-6, 7-6(7), [10-8] |
| 13. | 13 de mayo de 2012       | Madrid TMS      | Tierra batida | Mariusz Fyrstenberg  | Robert Lindstedt Horia Tecau      | 6-3, 6-4            |
| 14. | 21 de julio de 2013      | Hamburgo        | Tierra batida | Mariusz Fyrstenberg  | Alexander Peya Bruno Soares       | 3-6, 6-1, [10-8]    |
| 15. | 20 de septiembre de 2014 | Metz            | Dura          | Mariusz Fyrstenberg  | Marin Draganja Henri Kontinen     | 6-7(3), 6-3, [10-8] |
| 16. | 28 de septiembre de 2014 | Kuala Lumpur    | Dura (i)      | Leander Paes         | Jamie Murray John Peers           | 3-6, 7-6(5), [10-5] |
| 17. | 9 de octubre de 2016     | Tokio           | Dura          | Marcel Granollers    | Raven Klaasen Rajeev Ram          | 6-2, 7-6(4)         |
| 18. | 14 de enero de 2017      | Auckland        | Dura          | Aisam-ul-Haq Qureshi | Jonathan Erlich Scott Lipsky      | 1-6, 6-2, [10-3]    |

### Finalista en dobles (torneos destacados)
- 2007: Madrid TMS (junto a Mariusz Fyrstenberg, pierden ante Bob Bryan / Mike Bryan)
- 2009: Shanghai M1000 (junto a Mariusz Fyrstenberg, pierden ante Julien Benneteau / Jo-Wilfried Tsonga)
- 2010: Kuala Lumpur (junto a Mariusz Fyrstenberg, pierden ante Frantisek Cermak / Michal Mertinak)
- 2010: Shanghai (junto a Mariusz Fyrstenberg, pierden ante Jurgen Melzer / Leander Paes)
- 2011: US Open (junto a Mariusz Fyrstenberg, pierden ante Jurgen Melzer / Philipp Petzschner)
- 2011: ATP World Tour Finals (junto a Mariusz Fyrstenberg, pierden ante Daniel Nestor / Max Mirnyi)
- 2013: Miami (junto a Mariusz Fyrstenberg, pierden ante Aisam-ul-Haq Qureshi / Jean-Julien Rojer)
- 2015: Madrid (junto a Nenad Zimonjić, pierden ante Rohan Bopanna / Florin Mergea)
- 2015: Queen's Club (junto a Nenad Zimonjić, pierden ante Pierre-Hugues Herbert / Nicolas Mahut)
- 2015: Cincinnati (junto a Nenad Zimonjić, pierden ante Daniel Nestor / Édouard Roger-Vasselin)
- 2017: Dubái (junto a Rohan Bopanna pierden ante Jean-Julien Rojer / Horia Tecău)